# Chus Lampreave
Pour les articles homonymes, voir María Pérez et Pérez.
Lampreave  Pérez est un nom espagnol. Le premier nom de famille, en général paternel, est Lampreave ; le second, en général maternel, souvent omis, est Pérez.
María Jesús Lampreave Pérez, dite Chus Lampreave, est une actrice espagnole née à Madrid le 11 décembre 1930 et morte à Almería le 4 avril 2016. Elle est internationalement connue pour ses rôles dans les films de Pedro Almodóvar.

## Biographie
Chus Lampreave naît à Madrid le 11 décembre 1930. 
Elle prévoyait d'être peintre et a étudié à la Real Academia de Bellas Artes de San Fernando, À la fin de ses études, elle travaille à Madrid pour la maison d'édition Aguilar, illustrant des livres de contes pour enfants.
Bien qu'elle n'ait jamais eu de vocation d'actrice, elle était l'une des plus reconnues et appréciées du cinéma espagnol, spécialiste des rôles d'actrice secondaire. L’actrice tient ses premiers rôles au cinéma dès le début des années 1960, par exemple dans La Petite voiture de Marco Ferreri. Pendant les vingt ans suivants, elle joue seulement sporadiquement dans des films comme Mi querida señorita de Jaime de Armiñán, sorti en 1972, Le Bourreau et La Carabine nationale de Luis Garcia Berlanga. 
Elle commence sa carrière d'actrice en 1958, mais est surtout connue auprès du public international pour ses rôles dans de nombreux films de Pedro Almodóvar, dans lesquels elle campe des vieilles dames (une concierge, une grand-mère) évoluant avec le plus parfait naturel dans un monde où se croisent des marginaux de toutes sortes : drogués, homosexuels, dépressifs...
Elle gagne le prix d’interprétation féminine attribué au Festival de Cannes en 2006 à toutes les actrices de Volver.
Elle épouse Eusebio Moreno de los Ríos décédé le 2 juillet 2015). Ils ont eu deux enfants : Diego et Laura (née en 1963 et décédés en novembre 1996 à l'âge de 33 ans des suites d'une grave maladie),.
Elle meurt à Almería le 4 avril 2016.  Elle participe à plus de soixante-dix films et de nombreuses œuvres à la télévision, collaborant avec les réalisateurs les plus importants du pays. C’est que pour tous les admirateurs d’Almodovar, Chus Lampreave était plus qu’une actrice : une sorte de mascotte, de porte-bonheur, presque une égérie.

## Filmographie sélective
- 1958 : L'Appartement (El pisito) de Marco Ferreri et Isidoro M. Ferry : Adelina (non créditée)
- 1960 : La Petite Voiture (El cochecito) de Marco Ferreri : Yolanda Proharan
- 1963 : La becerrada de José Maria Forqué : Chus
- 1963 : Le Bourreau (El verdugo) de Luis García Berlanga : la visiteuse de la première oeuvre
- 1970 : La Lola, dicen que no vive sola de Jaime de Armiñan : l'opératrice téléphonique
- 1978 : La carabine nationale (La escopeta nacional) de Luis Garcia Berlanga : Viti
- 1981 : Patrimoine national (Patrimonio nacional) de Luis Garcia Berlanga : Viti
- 1983 : El Sur de Victor Erice : Casila
- 1983 : Dans les ténèbres (Entre tinieblas) de Pedro Almodóvar : Soeur Rata
- 1984 : Qu'est-ce que j'ai fait pour mériter ça ? (Qué he hecho YO para merecer esto !!) de Pedro Almodóvar : la grand-mère
- 1984 : El jardin secreto de Carlos Suarez : Maria
- 1986 : Matador de Pedro Almodóvar : Pilar
- 1986 : Manolo (El año de las luces) de Fernando Trueba : Doña Transito
- 1988 : Femmes au bord de la crise de nerfs (Mujeres al borde de un ataque de nervios) de Pedro Almodóvar : la gardienne témoin de Jéhovah
- 1988 : Miss Caribe de Fernando Colomo : Doña Petra
- 1988 : Attends-moi au ciel (Espérame en el cielo) d'Antonio Mercero : Emilia
- 1989 : Bajarse al moro de Fernando Colomo : Doña Antonia
- 1992 : Belle Époque de Fernando Trueba : Doña Asun
- 1993 : Supernova de Juan Miñon : Chus
- 1993 : Todos a la cárcel de Luis Garcia Berlanga : Chus
- 1994 : Casque bleu de Gérard Jugnot : la mère d'Alicia
- 1995 : La Fleur de mon secret (La flor de mi secreto) de Pedro Almodóvar : Jacinta
- 1998 : Torrente, le bras gauche de la loi (Torrente : El brazo tonto de la ley) de Santiago Segura : Reme
- 1998 : Una pareja perfecta de Francesc Betriu : Doña Cuca
- 2001 : Torrente 2 : Mision en Marbella de Santiago Segura : Reme
- 2002 : Parle avec elle (Hable con ella) de Pedro Almodóvar : la gardienne
- 2006 : Volver de Pedro Almodóvar : Tante Paula
- 2008 : A la carte (Fuera de carta) de Nacho G. Velilla : Celia
- 2009 : Étreintes brisées (Los abrazos rotos) de Pedro Almodóvar : la gardienne
- 2012 : L'Artiste et son modèle (El artista y la modelo) de Fernando Trueba : María
- 2014 : Torrente 5 : Operacion Eurovegas de Santiago Segura : Reme

## Récompenses et nominations

### Récompenses
- Goyas 1993 : Prix Goya de la meilleure actrice dans un second rôle pour Belle Époque
- 2000 : Médaille d'or du mérite des beaux-arts par le Ministère de l'Éducation, de la Culture et des Sports[6]
- Festival de Cannes 2006 : Prix collectif d'interprétation féminine pour les actrices de Volver

### Nominations
- 1987 : Nomination au Prix Goya de la meilleure actrice dans un second rôle pour Manolo
- 1989 : Nomination au Prix Goya de la meilleure actrice dans un second rôle pour Espérame en el cielo
- 1990 : Nomination au Prix Goya de la meilleure actrice dans un second rôle pour Bajarse al moro
- 1996 : Nomination au Prix Goya de la meilleure actrice dans un second rôle pour La Fleur de mon secret
- 2013 : Nomination au Prix Goya de la meilleure actrice dans un second rôle pour L'Artiste et son modèle